# 介護福祉学科
介護福祉学科（かいごふくしがっか）とは、介護福祉を教育研究するために大学などの高等教育機関に設置される学科の名称。
この学科は高齢化社会の到来に伴う人材の需要と共に増加しているものの、多くの学校で定員割れが発生している。

## 介護福祉学科を置く教育機関

### 大学
- 北翔大学
- 近畿医療福祉大学
- 福岡医療福祉大学

### 短期大学
- 聖徳大学短期大学部
- 愛知新城大谷大学短期大学部
- 名古屋文理大学短期大学部
- 聖泉大学短期大学部
- 大阪健康福祉短期大学
- 大阪体育大学短期大学部
- 東大阪大学短期大学部
- 四條畷学園短期大学
- 別府溝部学園短期大学

### 専門学校
- 国際医療福祉専門学校七尾校
- 順正高等看護福祉専門学校
- 徳島健祥会福祉専門学校